# 八代天麻
八代天麻（学名：Gastrodia confusa），又名八代赤箭，为兰科天麻属下的一个种。

## 扩展阅读
- 維基物種上的相關：八代天麻